# Dicranomyia (Dicranomyia) rhinoceros
Dicranomyia (Dicranomyia) rhinoceros is een tweevleugelige uit de familie steltmuggen (Limoniidae). De soort komt voor in het Oriëntaals gebied.